# Petr Novický
Petr Novický (nacido el 26 de marzo de 1948 en Olomouc, Checoslovaquia) es un exjugador checo de baloncesto. 
Uno de los logros más destacados de su carrera fue ganar la medalla de bronce en el Eurobasket de 1969, celebrado en Italia, donde ayudó a su equipo a subir al podio en una de las competiciones más importantes del baloncesto europeo.
También representó a Checoslovaquia en tres Juegos Olímpicos: México 1968, Múnich 1972 y Montreal 1976, lo que lo convierte en uno de los jugadores más experimentados de su generación.